# Кантакузен, Григорий Львович

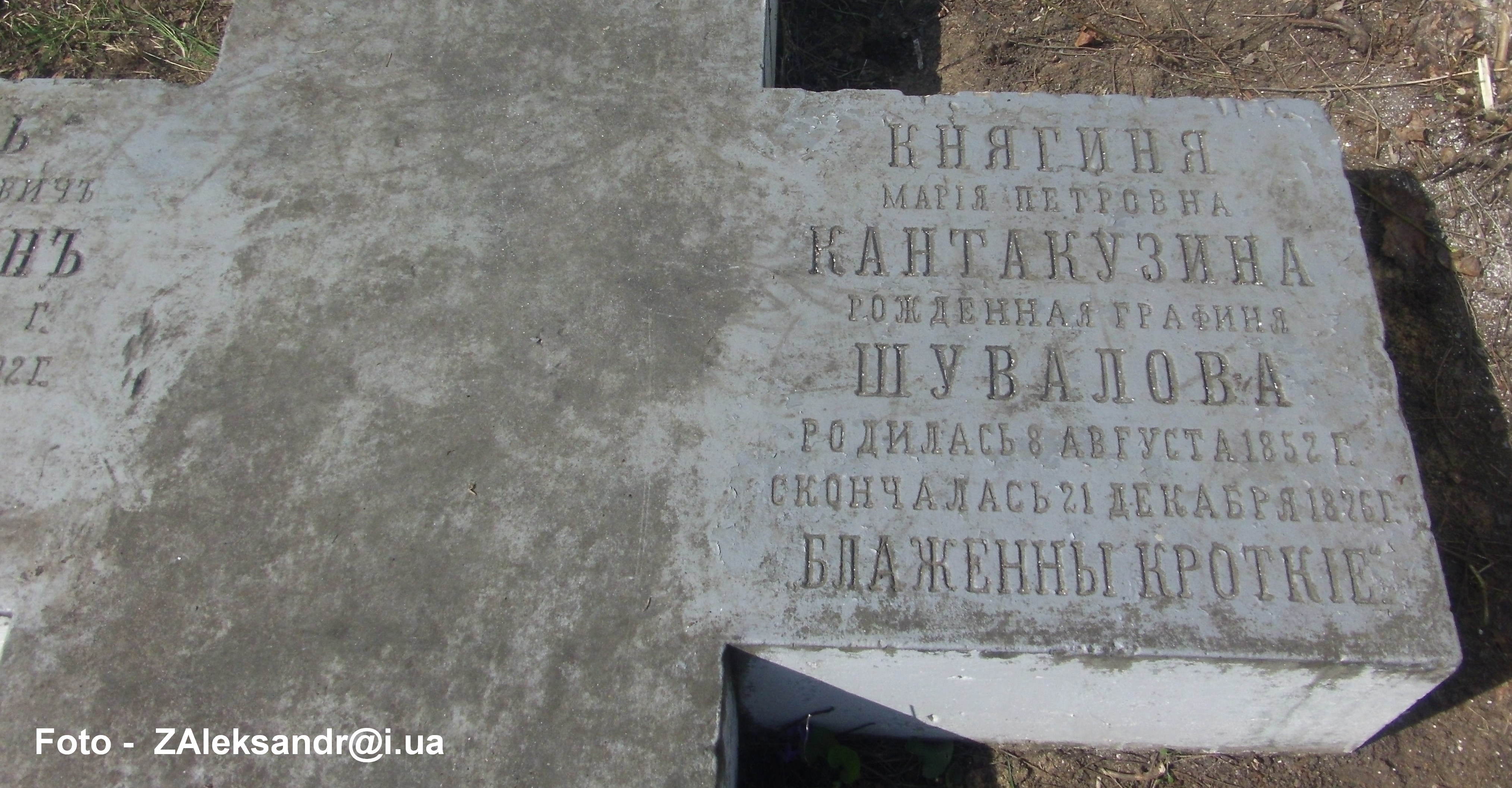

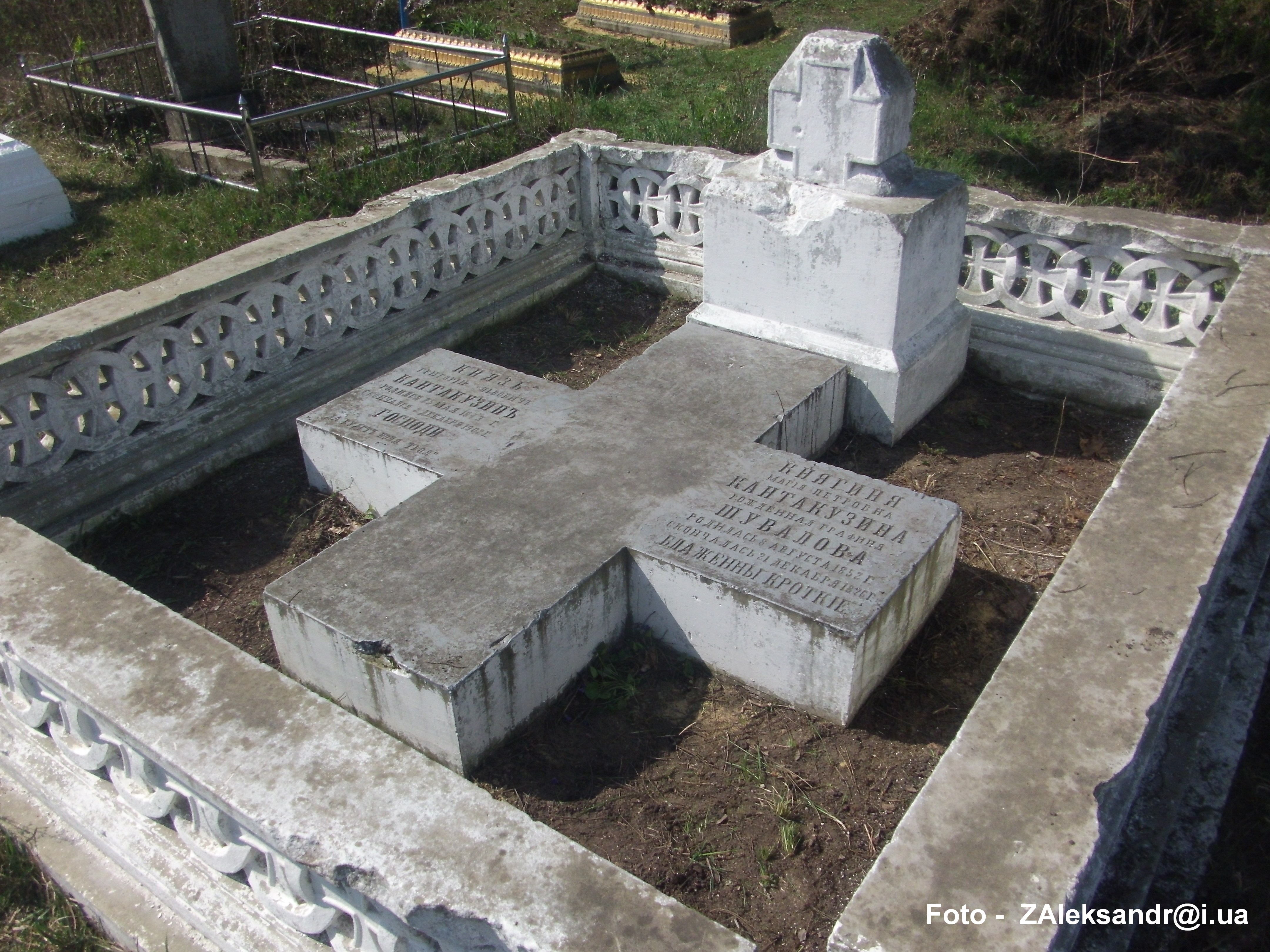

Григорий Львович Кантакузен (1843—1902) — русский дипломат, гофмейстер из рода Кантакузенов.

## Биография
Родился 25 мая (6 июня) 1843 года в семье князя Льва Георгиевича Кантакузена (1818—1874) и Елены Басота. 
С 1865 года состоял в ведомстве Министерства иностранных дел Российской империи:
- с 1866 года — исполняющий должность 3-го секретаря канцелярии министерства,
- с 1868 года — исполняющий должность младшего секретаря посольства в Австро-Венгрии,
- с 1872 года — младший (2-й) секретарь посольства во Франции,
- с 1878 года — 1-й секретарь посольства в Австро-Венгрии,
- с 1885 года — советник посольства в Великобритании,
- с 1886 года — советник посольства в Австро-Венгрии.

Был посланником в Северо-Американских Соединённых Штатах в 1892—1895 годы, затем — в Вюртемберге (с 1895 года) и в Бадене (1895—1897 годы).
Работая в США в период с 28 июля по 31 октября (9 августа — 12 ноября по новому стилю) 1892 года, среди многих дел он способствовал организации русской экспозиции на Всемирной выставке в Чикаго и связанного с ней визита русской военной эскадры; подписал протокол к конвенции о выдаче преступников и временное соглашение об охране котиковых промыслов в Беринговом море.

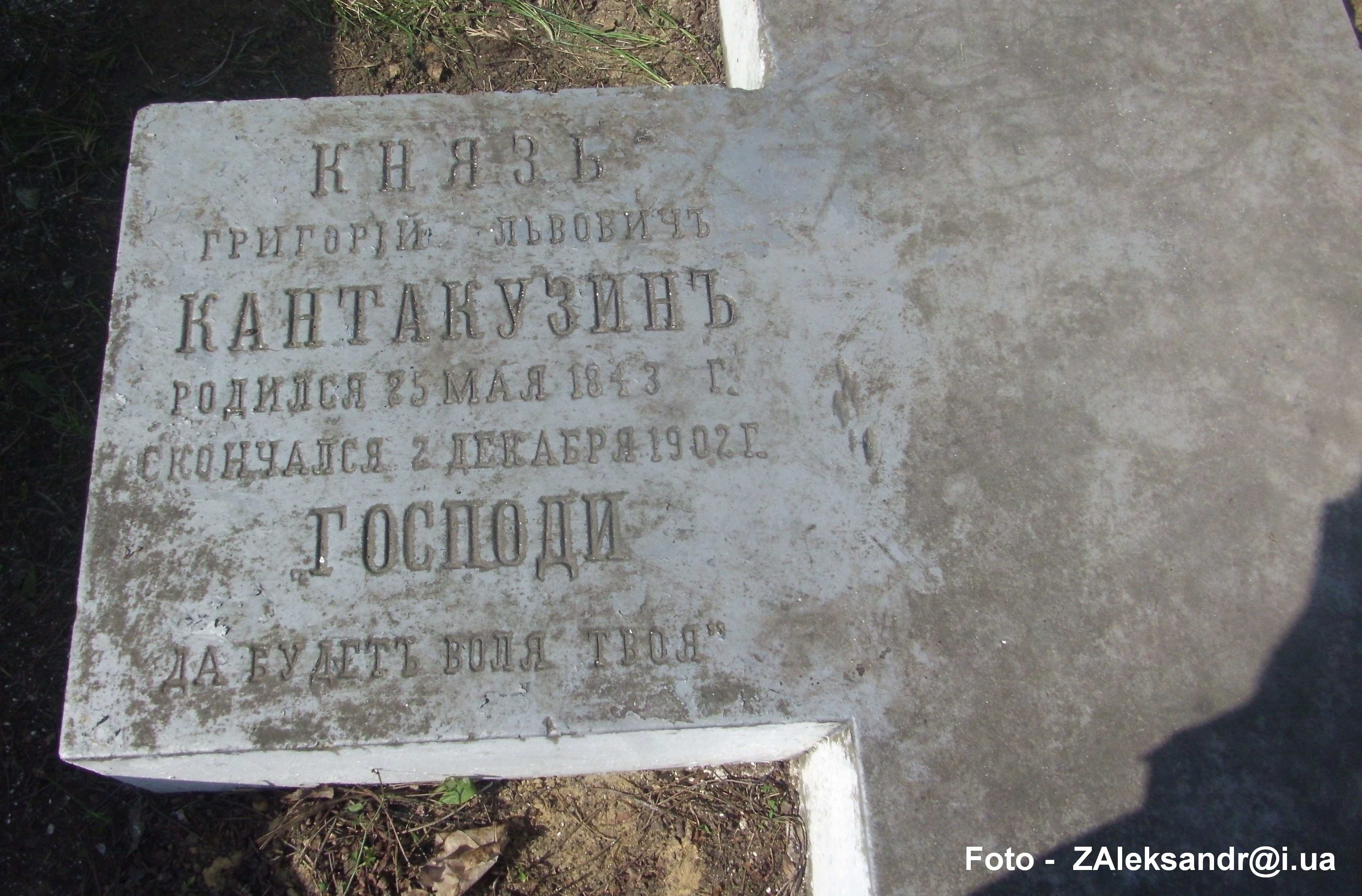

Умер 2 (15) декабря 1902 года в Штутгарте. Похоронен в семейной усыпальнице, в селе Комаргород (ныне — в Винницкой области, Украина). 

## Семья
Жена (с 04.02.1876; Ницца) — графиня Марии Петровна Шувалова (07.08.1852; Париж—21.12.1876), дочь действительного статского советника, камергера графа П. П. Шувалова. Умерла от родильной горячки в Париже. Похоронена вместе с мужем, в семейной усыпальнице.
Дочь Мария Григорьевна (15.12.1876—1943), была замужем за П. Н. Балашовым.